# Jagdgeschwader 400

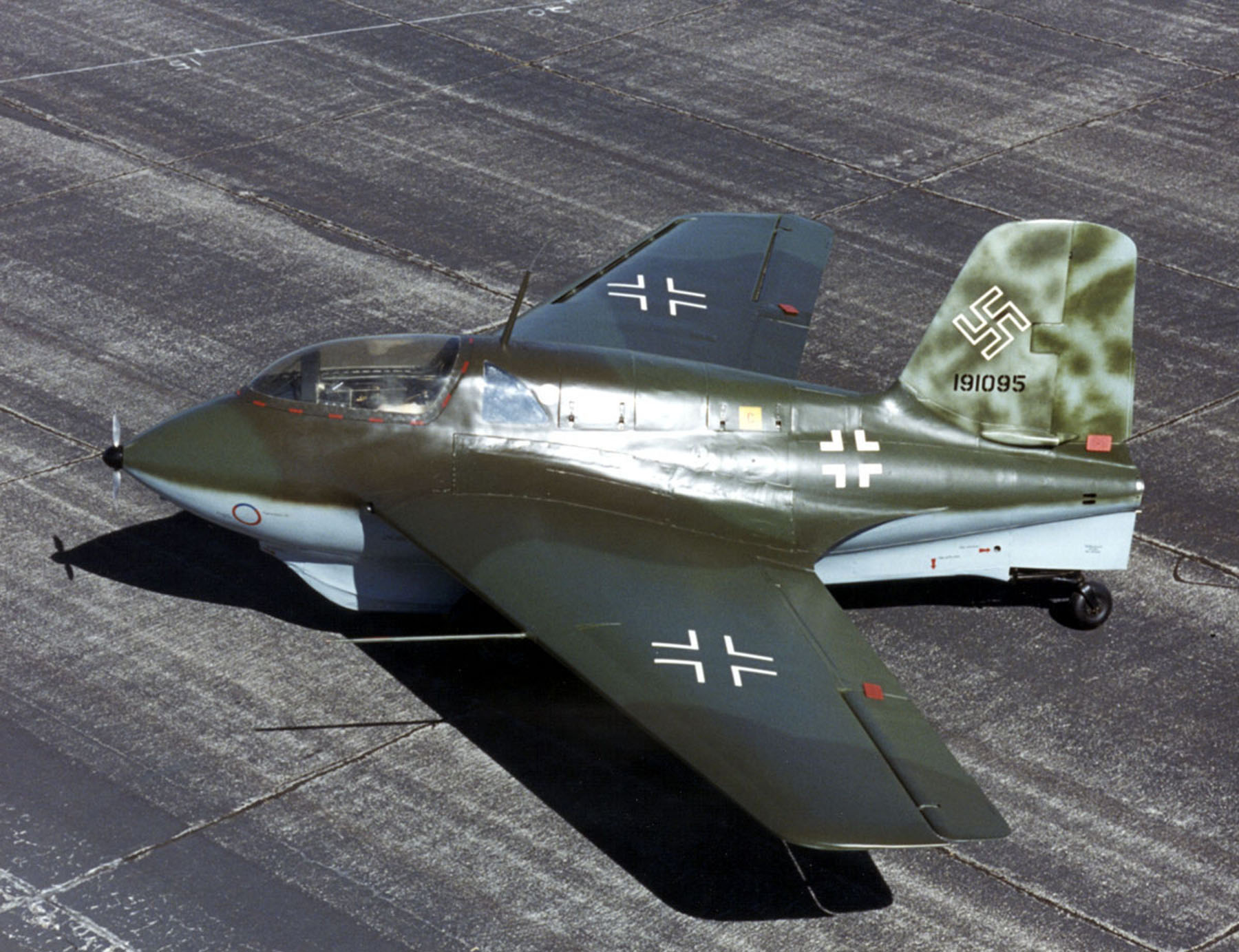
Jeden z ukořistěných Me 163B (s/n 191095), který je v současnosti exponátem Národního muzea Letectva Spojených států v Daytonu

Jagdgeschwader 400 (zkr.: JG 400) byla stíhací eskadra německé Luftwaffe za druhé světové války. Jednotka byla zformována v únoru 1944, se štábem (Stab) v saském Brandisu a dělila se na tři Gruppen (~ skupiny). Vyzbrojena byla výhradně přepadovými raketovými stíhačkami Messerschmitt Me 163 „Komet“ a stala se tak první jednotkou na světě vybavenou tímto typem letounu.
Historie JG 400 započala v březnu 1943, kdy byla v severoněmeckém Bad Zwischenahnu vytvořena experimentální jednotka Erprobungskommando 16, ta měla za úkol taktické testování bezmotorové (kluzákové) verze letounu s označením Me 163A. Vedení Erprobungskomanda 16 bylo svěřeno Majoru Wolfgangovi Spätemu, který předtím sloužil u stíhací eskadry Jagdgeschwader 54.
V červenci 1944 byla verze s raketovým motorem Me 163B označena za schopnou nasazení a velení nově vzniklé JG 400 bylo přiděleno Majorovi Spätemu. JG 400 byla jedinou jednotkou Luftwaffe, v jejímž rámci byl Messerschmitt Me 163 skutečně bojově nasazen. Me 163 měly sice extrémně vysokou stoupavost, jejich operační dosah byl však velmi nízký a Luftwaffe tedy byla nucena rozmísťovat jednotlivé Staffeln (letky) do přesně vymezených bodů, nad nimiž byl očekáván průlet spojeneckých bombardérů.
Ačkoliv byly Me 163 nasazeny v relativně velkém počtu, nepodařilo se jim jakkoliv vážněji zasáhnout do spojenecké vzdušné ofenzivy. Na konci války měly na svém kontě pouze 9 sestřelů spojeneckých bombardérů (z toho dva nepotvrzené), naproti tomu došlo ke zničení čtrnácti kusů Me 163 (ve většině případů se však jednalo o nehody při přistání). Eskadra JG 400 byla v dubnu 1945 rozpuštěna.